# Soufian Moro
Soufian Moro (* 21. února 1993, Amsterdam, Nizozemsko) je nizozemský fotbalista, který v současné době působí v klubu PEC Zwolle. Haje na postu krajního záložníka/útočníka (křídlo).

## Klubová kariéra
V Nizozemsku nejprve profesionálně působil v FC Utrecht, kde si připsal pouze jedn start v Eredivisie. Pro sezonu 2014/15 přestoupil do PEC Zwolle.
S PEC si zahrál ve 4. předkole Evropské ligy 2014/15 (historicky první účast klubu v evropských pohárech), kde byl jeho tým vyřazen českým klubem AC Sparta Praha.